# Toekomstgesprek
Een toekomstgesprek is een gesprek tussen leidinggevende en medewerker waarin de ontwikkeling van de medewerker centraal staat. Andere benamingen voor dit gesprek zijn:
- Ontwikkelgesprek
- POP-gesprek
- Planningsgesprek
- Persoonlijk Ontwikkel Gesprek

## Definitie
Een gesprek waarin manager en medewerker bespreken wat de medewerker als persoonlijke doelen heeft en wat zijn of haar ontwikkelbehoefte is om deze doelen te bereiken, binnen het kader van de ontwikkelnoodzaak en organisatiedoelstellingen.